# Miss Marple (serie televisiva 2004)
Miss Marple (Agatha Christie's Marple) è una serie televisiva britannica basata sui romanzi gialli di Agatha Christie. La serie vede come protagonista Jane Marple, un'anziana signora che viene spesso coinvolta in casi di omicidio che riesce a risolvere grazie alla sua astuzia e alle sue capacità di osservazione.
Nella serie, Miss Marple è stata interpretata dall'attrice Geraldine McEwan dalla prima alla terza stagione, ed è stata successivamente sostituita da Julia McKenzie a partire dalla quarta stagione.

## Episodi
Miss Marple viene trasmessa in anteprima assoluta sul canale televisivo britannico ITV a partire dal 12 dicembre 2004. La prima stagione è stata trasmessa in contemporanea nel Regno Unito e negli Stati Uniti d'America, mentre a partire dalla seconda stagione gli episodi sono stati trasmessi in anteprima a livello internazionale mesi prima che nel Regno Unito, causando così lo sfasamento dell'ordine degli episodi rispetto alla programmazione britannica.
In Italia le prime due stagioni sono state trasmesse in anteprima in chiaro su Rai 1 dal 16 agosto 2005 al 26 luglio 2006, mentre le stagioni dalla terza alla quinta sono state trasmesse in anteprima su Hallmark Channel (in seguito ribattezzato DIVA Universal) dal 5 agosto 2009 al 22 agosto 2011. A partire dal 12 settembre 2012 la quarta e la quinta stagione sono state inoltre trasmesse in anteprima e in chiaro su Rai Movie. La sesta stagione è stata trasmessa in anteprima sempre su Diva Universal a partire dal 18 settembre 2014.
I primi sei episodi della serie sono tutti adattamenti di romanzi con protagonista Miss Marple, mentre gli episodi successivi sono stati tratti sia da romanzi e racconti con protagonista l'investigatrice che da altre opere della Christie nella cui versione originale non è presente Miss Marple.
| Stagione         | Episodi | Prima TV inglese | Prima TV italiana |
| ---------------- | ------- | ---------------- | ----------------- |
| Prima stagione   | 4       | 2004-2005        | 2005              |
| Seconda stagione | 4       | 2006             | 2006              |
| Terza stagione   | 4       | 2007             | 2009              |
| Quarta stagione  | 4       | 2009             | 2009-2010         |
| Quinta stagione  | 4       | 2010-2011        | 2011              |
| Sesta stagione   | 3       | 2013             | 2014              |

## Differenze coi romanzi
Gli episodi della serie presentano alcune differenze rispetto ai romanzi di Agatha Christie. Nel primo episodio, tratto da C'è un cadavere in biblioteca, viene cambiata l'identità di uno degli assassini e viene introdotta nella trama una relazione d'amore tra donne. Nel secondo episodio, tratto 
da La morte nel villaggio, vengono accennati eventi della gioventù di Miss Marple. Nel terzo episodio, adattamento di Istantanea di un delitto, viene modificato il movente dell'assassinio, mentre nel quarto sono stati tagliati svariati personaggi ed è stata esplicitata una relazione omosessuale tra due donne velatamente presentata nel romanzo Un delitto avrà luogo.
A partire dalla seconda stagione, alcuni degli episodi sono adattamenti di romanzi in cui il personaggio di Miss Marple non è presente, accompagnando o sostituendosi ai personaggi che svolgevano le indagini nei romanzi. Questi episodi sono Sento i pollici che prudono e Un messaggio dagli spiriti nella seconda stagione; nella terza per quanto concerne Verso l'ora zero e Le due verità. Miss Marple compare negli adattamenti di È troppo facile e Perché non l'hanno chiesto a Evans? della quarta stagione e nella quinta in quelli di Un cavallo per la strega e Il segreto di Chimneys. Conclude con la sesta stagione, prendendo parte nello sviluppo di Nella mia fine è il mio principio.